# Jean-Baptiste Hourlier
Jean-Baptiste Hourlier, né le 16 octobre 1897 à Paris et mort le 16 mars 1987 à Saint-Germain-en-Laye, est un architecte français, Prix de Rome en 1926. 

## Biographie
Issu d'une famille d'artistes, il a pour grand-père maternel le peintre Dominique-Henri Guifard, son père, Armand Hourlier, est peintre décorateur, ainsi que sa mère, Antoinette Guifard. Son frère, Emile Hourlier, entame une carrière de dessinateur et caricaturiste dans la presse avant de mourir au front en avril 1915. Jean-Baptiste Hourlier s'engage lui-même en décembre 1915 et entre dans un régiment d'artillerie. Il y reste jusqu'en février 1918 à la suite d'une blessure. Il est décoré de la croix de guerre. 
En 1914, il entre à l'atelier d'Alphonse Defrasse et Louis Madeline à l'école nationale supérieure des beaux-arts de Paris. Il reçoit le prix Guadet du meilleur diplôme pour un projet d'hôtel en Bretagne de facture régionaliste en 1922. Il concoure pour le prix de Rome en 1925 puis 1926, qu'il remporte pour un projet de « résidence d‘été pour le Chef de l’Etat ». Il devient pensionnaire de l'académie de France à Rome le 31 janvier 1927. Il est autorisé à séjourner à la Villa Médicis avec sa femme, privilège accordé aux anciens combattants, il y reste jusqu'au 30 avril 1930. Il se lie d'amitié sur place avec d'autres pensionnaires : le peintre Nicolas Untersteller, le sculpteur René Letourneur, le graveur Georges Guiraud, avec qui il travaillera sur plusieurs projets architecturaux. Son envoi de 1928 concerne la Basilique souterraine de la porte Majeure, puis il s'intéresse à la Villa Imperiale de Pesaro en 1929 et enfin, en 1930, à la ville médiévale de Sienne, ce dernier travail rencontrant un grand succès en France avec des publications et un prix au Salon des artistes français en 1931.
Dès 1931, à son compte, il remporte le concours du groupe scolaire de Fontainebleau, il fait de même à Blois en 1934 et Antony en 1935. En 1932, il est nommé architecte ordinaire des Bâtiments civils et Palais nationaux pour le Mobilier national et le Palais de l'Alma. En 1934, il obtient la charge du Palais de l’Elysée et de l'hôtel de Beauvau. En 1937, il devient architecte en chef de l'Observatoire de Meudon, puis de l'ensemble du domaine en 1939 ainsi que de celui de Saint-Germain-en-Laye. En 1940, l'Hôpital du Vésinet lui est confié puis le domaine de Malmaison. Pendant cette période, il ne bénéficie que d'un nombre réduit de commandes privées dont le pavillon de la Bijouterie à l’exposition internationale de Paris en 1937. Il est de nouveau mobilisé entre 1939 et 1940. 
En 1946, Georges Tourry, architecte en chef chargé de la reconstruction de Lorient, fait appel à lui pour la construction des principaux édifices publics de la ville en tant qu'architecte-en-chef-adjoint. Hourlier avait déjà eu l'occasion de travailler sur des projets dans cette même ville dans les années 1920 alors qu'il est embauché au sein de l'agence de Louis Dutartre notamment pour la réalisation de la chambre de commerce et d'industrie du Morbihan. Il dessine ainsi, entre 1946 et 1952, l’hôtel de ville, la sous-préfecture, le tribunal, l’hôtel de Police, le théâtre, l’hôtel des Finances et son œuvre principale, l'église Notre-Dame-de-Victoire. Il intervient également lors de la reconstruction de la ville de Saumur de 1945 à 1954 et à celle d’Orléans notamment à la place du Martroi et à la gare en 1965. 
À partir de 1954, il s'associe avec son gendre, Ivan Gury, avec qui il réalise des immeubles d'habitation, en HLM notamment à Argenteuil ou en co-propriété à Saint-Germain-en-Laye, ainsi que plusieurs groupes scolaires. C'est à cette époque que son style architectural se tourne peu à peu vers le style moderne. Il est également l'un des architectes de deux tours de La Défense dont la Tour Ève.

## Principales réalisations
- école Saint-Merry de Fontainebleau, 1931
- Groupe scolaire Paul-Bert, avenue Jean-Monnet, Antony, 1936[5]
- Monument aux morts de la ville d'Alençon, avec le sculpteur René Letourneur, 1954
- Église Sainte-Croix, Le Ban-Saint-Martin, avec des vitraux dessinés par Nicolas Untersteller, 1937-1949
- Église Notre-Dame-de-Victoire de Lorient, 1955
- Hôtel de ville de Lorient, 1955-1960[6]
- Église Saint-Léger de Saint-Germain-en-Laye, 1959-1961
- Tour Ève, La Défense, Puteaux, 1974